# Wildhaus
Wildhaus foi uma comuna da Suíça, no Cantão São Galo, com cerca de 1.246 habitantes. Estendia-se por uma área de 34,43 km², de densidade populacional de 36 hab/km². Confinava com as seguintes comunas: Alt Sankt Johann, Gams, Grabs, Hundwil (AR), Nesslau-Krummenau, Rüte (AI), Schwende (AI), Sennwald.
A língua oficial nesta comuna era o Alemão.

## História
Em 1 de janeiro de 2010, passou a formar parte da nova comuna de Wildhaus-Alt St. Johann.